# 相良正任
相良 正任（さがら ただとう）は、室町時代から戦国時代にかけての武将。周防・長門国の守護大名大内氏家臣。肥後国の国人領主相良氏一門、多良木相良氏（上相良氏）の一族とされる。

## 生涯
文安5年（1448年）、相良氏の内戦であった雀ヶ森の戦いで、相良頼観は相良長続によって討ち取られた。相良正任は、この頼観の嫡子であった相良鬼太郎ではないかと推測されている。
故あって大内政弘に仕え、その側近、祐筆となった。政弘死後はその嫡男の義興を補佐、その治世初期に奉行人を務めた。息子の相良武任同様風流人で、有職故実に通じており、和歌や連歌にも秀でた文人でもあった。著書として日記『正任記』がある。
下関市住吉神社に保存されている国の重要文化財「住吉社法楽百首和歌短冊」（明応4年（1495年））に、三条西実隆筆の序文、相良正任と杉武明が連署した添え状が現存している。

## 参考資料
- 戦国大名家臣団事典　西国編